# 김경순
김경순(金京純, 1965년 12월 10일~)은 대한민국의 핸드볼 선수이다. 1984년 하계 올림픽에서 은메달, 1988년 하계 올림픽에서 금메달을 획득하는데 기여했다.

## 개인사
1989년 3월 26일 유도 선수인 김재엽과 결혼했다. 1990년에 딸 지민을 낳았다.